# Itumeleng Khune
Itumeleng Khune (* 20. června 1987) je jihoafrický fotbalový brankář v současné době hrající za jihoafrický klub Kaizer Chiefs FC. Nastupuje též za reprezentaci JAR.
První zápas za jihoafrickou reprezentaci odehrál 11. března 2008 proti Zimbabwe. Byl na soupisce JAR na Africkém poháru národů v roce 2008, avšak nenastoupil k žádnému zápasu. V roce 2009 reprezentoval na Konfederačním poháru FIFA.
Na MS 2010 nastoupil za jihoafrickou reprezentaci v úvodním zápase proti Mexiku. Ve druhém zápase proti Uruguayi dostal v 76. minutě za faul na útočníka Luise Suáreze červenou kartu a mistrovství pro něj skončilo.